# TinyButStrong
TinyButStrong (сокр. TBS) это относительно лёгкий интерпретирующий обработчик веб-шаблонов для PHP. В ряде интернет обзоров перечислен в списке лучших обработчиков шаблонов на PHP.

## Особенности
Инструмент TinyButStrong был спроектирован таким образом, чтобы можно было разрабатывать шаблоны при помощи простого использования визуальных редакторов (например, Dreamweaver или FrontPage), а также он позволяет создавать скрипты JavaScript в динамическом режиме. Данный инструмент содержит в себе всего 8 функций, при этом обеспечивает высокую эффективность работы. Это позволяет объединять шаблоны с переменными PHP или системами управления базами данных MySQL, PostgreSQL или SQLite.
В отличие, например, от Smarty не является вариацией на тему процедурного языка программирования, а использует механизмы привязки тегов шаблона к структуре и тегам HTML. Это упрощает его использование с WYSIWYG редакторами HTML. Также включает средства непосредственного подключения SQL запросов (без предварительного формирования из них массивов) к шаблонам TBS и.т.д.
Разработчики относят TBS к шаблонным системам третьего типа, где первый тип — это использование в качестве шаблонной системы самого PHP, а второй — программируемые шаблоны, такие как в Smarty.
Библиотека реализована в виде PHP-класса, который может быть расширен пользовательскими плагинами и распространяется под лицензией LGPL. Плагины включает в себя набор функций PHP или один класс PHP, который должны соответствовать специальному синтаксису, рассчитанному шаблонизатором TBS. Например: плагины базы данных - упрощают процесс распознания новых типов базы данных,другие плагины помогают пользователю добавлять к TBS рабочие функции или изменять его главные методы, что делает шаблонизатор более специализированным.
Пользователями различных CMS и CMF разработаны модули привязки этого шаблонного движка. Среди таких систем можно назвать Joomla, MODx, CodeIgniter, Kohana, Symfony и др.
Класс-расширение этой библиотеки TinyButStrong OOo, позволяющий генерировать документы в формате OpenOffice.org, в октябре 2005 занял 5-е место в PhpClasses Innovation Award — конкурсе, проводимом популярным сайтом PHPClasses.

## Недостатки
Основной недостаток TBS — невысокое быстродействие. Эта библиотека выполняет достаточно сложный анализ HTML кода в момент формирования HTML-страницы из шаблона (TinyButStrong — в отличие от Smarty, это не компилирующий обработчик шаблонов). Впрочем проблема может быть решена путём подключения плагина кеширования.
Другой тонкий момент заключается в том, что при всей простоте начального освоения этого обработчика шаблонов, для его достаточно «продвинутого» использования необходимо понимать внутренние механизмы работы библиотеки. В противном случае слишком легко написать шаблон с ошибкой, непредусмотренным поведением, или имеющий катастрофически низкое быстродействие.
Простота использования TinyButStrong (особенно совместно с WYSIWYG редакторами HTML) часто приводит к применению его в сайтах-однодневках, которые из за отсутствия поддержки или ошибок в исходном коде веб-приложения вскоре перестают нормально функционировать. Поиск в google по строке «TinyButStrong error» даёт достаточно грустную статистику подобной «популярности» этой библиотеки.

## Пример кода
Следующий код выведет содержимое таблицы MySQL в виде «полосатой» HTML таблицы.
HTML часть:
```
<html>

<body>

<p
 
align=
"center"
 
class=
"title-page"
>
Пример
 
подключения
 
данных
 
из
 
MySQL
</p>

<table
 
border=
"1"
 
align=
"center"
 
cellpadding=
"2"
 
cellspacing=
"0"
>

  
<tr
 
bgcolor=
"#CACACA"
>

    
<td
 
width=
"50"
><strong>
Место
</strong></td>

    
<td
 
width=
"150"
><strong>
Ник
</strong></td>

    
<td
 
width=
"50"
><strong>
Очков
</strong></td>

    
<td
 
width=
"100"
><div
 
align=
"center"
><strong>
Дата
</strong></div></td>

  
</tr>

  
<tr
 
bgcolor=
"#F0F0F0"
>

    
<td>
[blk1.#]
</td>

    
<td>
[blk1.res_name;block=tr]
</td>

    
<!-- выражение block=tr декларирует границы блока, неявного цикла по записям blk1 -->

    
<td><div
 
align=
"right"
>
[blk1.res_score]
</div></td>

    
<td><div
 
align=
"center"
>
[blk1.res_date;frm='mm-dd-yyyy']
</div></td>

  
</tr>

  
<!-- два одноимённых блока трактуются как секции одного и того же блока, -->

  
<!-- которые, если не указано иное, выполняются последовательно друг за другом -->

  
<tr
 
bgcolor=
"#E6E6E6"
>

    
<td>
[blk1.#]
</td>

    
<td>
[blk1.res_name;block=tr]
</td>

    
<td><div
 
align=
"right"
>
[blk1.res_score]
</div></td>

    
<td><div
 
align=
"center"
>
[blk1.res_date;frm='mm-dd-yyyy']
</div></td>

  
</tr>

  
<!-- Секция NoData выполняется только если блок не содержит данных -->

  
<tr
 
bgcolor=
"#E6E6E6"
>

    
<td
 
colspan=
"4"
 
bgcolor=
"#FFCFB9"
>
[blk1;block=tr;nodata]Данные
 
отсутствуют.
</td>

  
</tr>

</table>

<p
 
align=
"center"
>
Выведено
 
[blk1.#]
 
строк.
</p>

</body>

</html>

```

PHP-часть:
```
<?php

include_once
(
'tbs_class.php'
)
 
;

// Подключаемся к БД

if
 
(
!
isset
(
$_SERVER
))
 
$_SERVER
=&
$HTTP_SERVER_VARS
 
;
 
//PHP<4.1.0

require
(
$_SERVER
[
'DOCUMENT_ROOT'
]
.
'/cnx_mysql.php'
);

// Файл cnx_mysql.php содержит следующие строки:

// $cnx_id = mysql_connect('localhost','user','password') ;

// mysql_select_db('dbname',$cnx_id) ;

// создаём экземпляр TBS

$TBS
 
=
 
new
 
clsTinyButStrong
 
;

// подгружаем шаблон

$TBS
->
LoadTemplate
(
'tbs_us_examples_datamysql.htm'
)
 
;

// подключаем данные для вывода в таблице

$TBS
->
MergeBlock
(
'blk1'
,
$cnx_id
,
'SELECT * FROM t_tbs_exemples'
)
 
;

// закрываем БД

mysql_close
(
$cnx_id
)
 
;

// Выводим HTML

$TBS
->
Show
()
 
;

?>

```